# Blanchefosse-et-Bay
Pour les articles homonymes, voir Blanchefosse et Bay.
Blanchefosse-et-Bay est une commune française située dans le département des Ardennes, en région Grand Est.

## Géographie
La commune est née de la fusion des deux communes de Bay et de Blanchefosse, le 29 décembre 1973. Des deux sections ainsi formées, Bay est au sud-est de Blanchefosse.
Elle est dans un paysage de bocage, la Thiérache ardennaise, avec un sol caractérisé au sud  par une craie marneuse.

### Communes limitrophes
| Mont-Saint-Jean (Aisne) | Rumigny             | Aouste   |
| Brunehamel (Aisne)      | Blanchefosse-et-Bay | La Férée |
| Les Autels (Aisne)      | Résigny (Aisne)     | Le Fréty |

### Hydrographie
La commune est dans la région hydrographique « la Seine du confluent de l'Oise (inclus) à l'embouchure » au sein du bassin Seine-Normandie. Elle est drainée par la Serre, le ruisseau du Moulin Bataille, le ruisseau du Moulin Veron, le ruisseau des Bouvris, le ruisseau des Fouees, le cours d'eau 01 de Bonne Fontaine, le cours d'eau 01 du Bois de la Cense, le cours d'eau 01 du Fau Baton, le cours d'eau 01 des Bruyères, le cours d'eau 04 de la commune de Blanchefosse-et-Bay, le Fossé 04 de la commune de Fréty, le cours d'eau 01 de la commune de Résigny, le cours d'eau 02 de la commune de Résigny, le cours d'eau 06 de la commune de Blanchefosse-et-Bay, le cours d'eau 07 de la commune de Blanchefosse-et-Bay, le cours d'eau 08 de la commune de Blanchefosse-et-Bay, le ruisseau de la Grande Vallee, le cours d'eau 01 de la Cendrière et divers autres petits cours d'eau,.
La Serre, d'une longueur de 96 km, prend sa source dans la commune de La Férée, à 265 m d'altitude, et se jette  dans l'Oise (rive gauche) à Danizy, à 52 m d'altitude, après avoir traversé 39 communes.

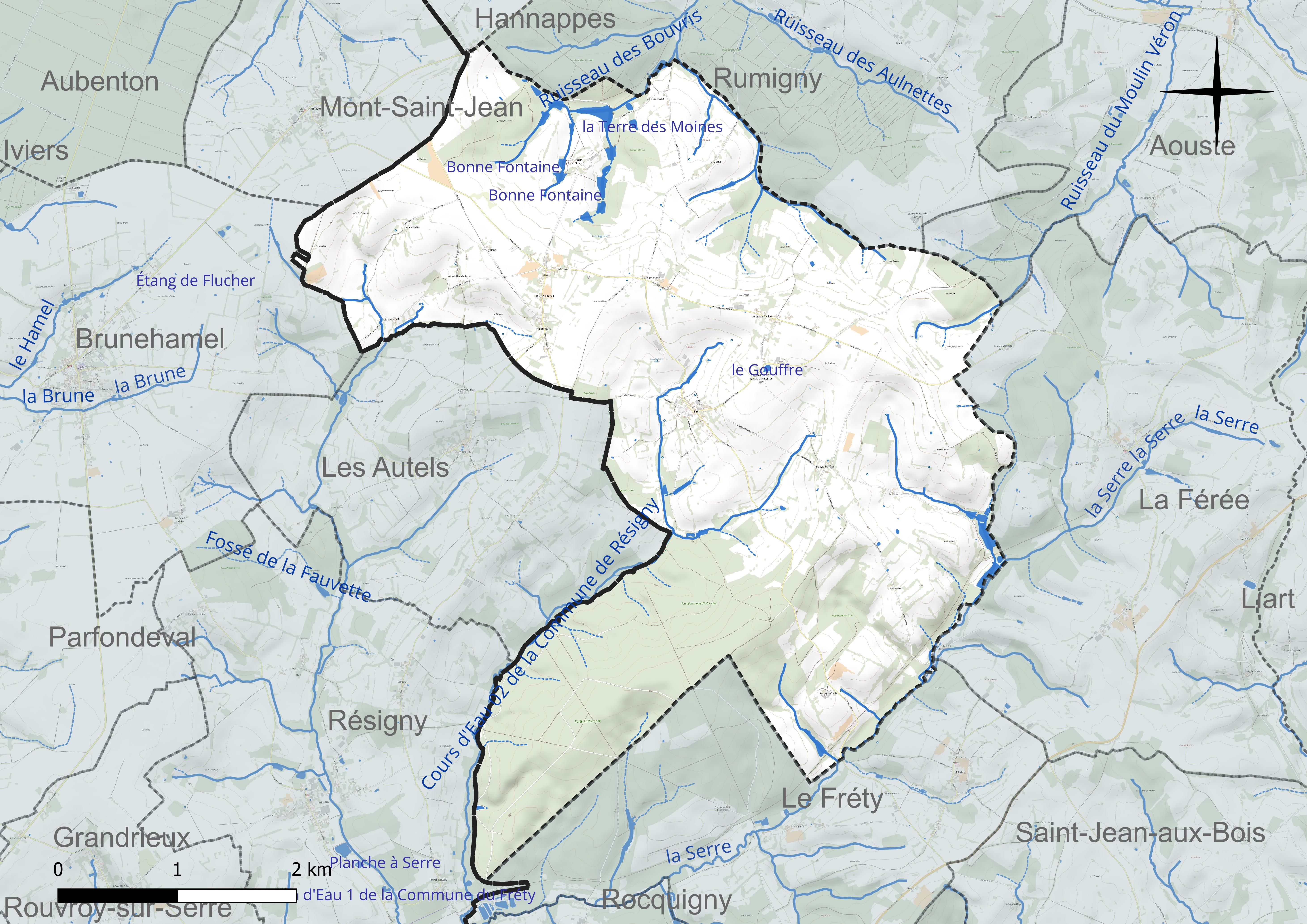
Réseaux hydrographique de Blanchefosse-et-Bay.

Trois plans d'eau complètent le réseau hydrographique : Bonne Fontaine (1 ha), la Terre des Moines (2,6 ha) et le Gouffre (0,3 ha),.

### Climat
Pour des articles plus généraux, voir Climat du Grand Est et Climat des Ardennes.
En 2010, le climat de la commune est de type climat de montagne, selon une étude du Centre national de la recherche scientifique s'appuyant sur une série de données couvrant la période 1971-2000. En 2020, Météo-France publie une typologie des climats de la France métropolitaine dans laquelle la commune est exposée à un climat océanique altéré et est dans la région climatique Nord-est du bassin Parisien, caractérisée par un ensoleillement médiocre, une pluviométrie moyenne régulièrement répartie au cours de l’année et un hiver froid (3 °C).
Pour la période 1971-2000, la température annuelle moyenne est de 9,3 °C, avec une amplitude thermique annuelle de 15,7 °C. Le cumul annuel moyen de précipitations est de 1 029 mm, avec 14,6 jours de précipitations en janvier et 10 jours en juillet. Pour la période 1991-2020, la température moyenne annuelle observée sur la station météorologique de Météo-France la plus proche, « Signy-l'abbaye », sur la commune de Signy-l'Abbaye à 16 km à vol d'oiseau, est de 10,2 °C et le cumul annuel moyen de précipitations est de 1 060,5 mm. 
La température maximale relevée sur cette station est de 40 °C, atteinte le 25 juillet 2019 ; la température minimale est de −20,5 °C, atteinte le 17 janvier 1985,,.
Les paramètres climatiques de la commune ont été estimés pour le milieu du siècle (2041-2070) selon différents scénarios d'émission de gaz à effet de serre à partir des nouvelles projections climatiques de référence DRIAS-2020. Ils sont consultables sur un site dédié publié par Météo-France en novembre 2022.

## Urbanisme

### Typologie
Au 1er janvier 2024, Blanchefosse-et-Bay est catégorisée commune rurale à habitat très dispersé, selon la nouvelle grille communale de densité à 7 niveaux définie par l'Insee en 2022.
Elle est située hors unité urbaine. Par ailleurs la commune fait partie de l'aire d'attraction de Charleville-Mézières, dont elle est une commune de la couronne,. Cette aire, qui regroupe 132 communes, est catégorisée dans les aires de 50 000 à moins de 200 000 habitants,.

### Occupation des sols
L'occupation des sols de la commune, telle qu'elle ressort de la base de données européenne d’occupation biophysique des sols Corine Land Cover (CLC), est marquée par l'importance des territoires agricoles (67,1 % en 2018), en diminution par rapport à 1990 (68,4 %). La répartition détaillée en 2018 est la suivante : 
prairies (49,9 %), forêts (30,3 %), zones agricoles hétérogènes (8,4 %), terres arables (7 %), zones urbanisées (2,6 %), cultures permanentes (1,8 %). L'évolution de l’occupation des sols de la commune et de ses infrastructures peut être observée sur les différentes représentations cartographiques du territoire : la carte de Cassini (XVIIIe siècle), la carte d'état-major (1820-1866) et les cartes ou photos aériennes de l'IGN pour la période actuelle (1950 à aujourd'hui).

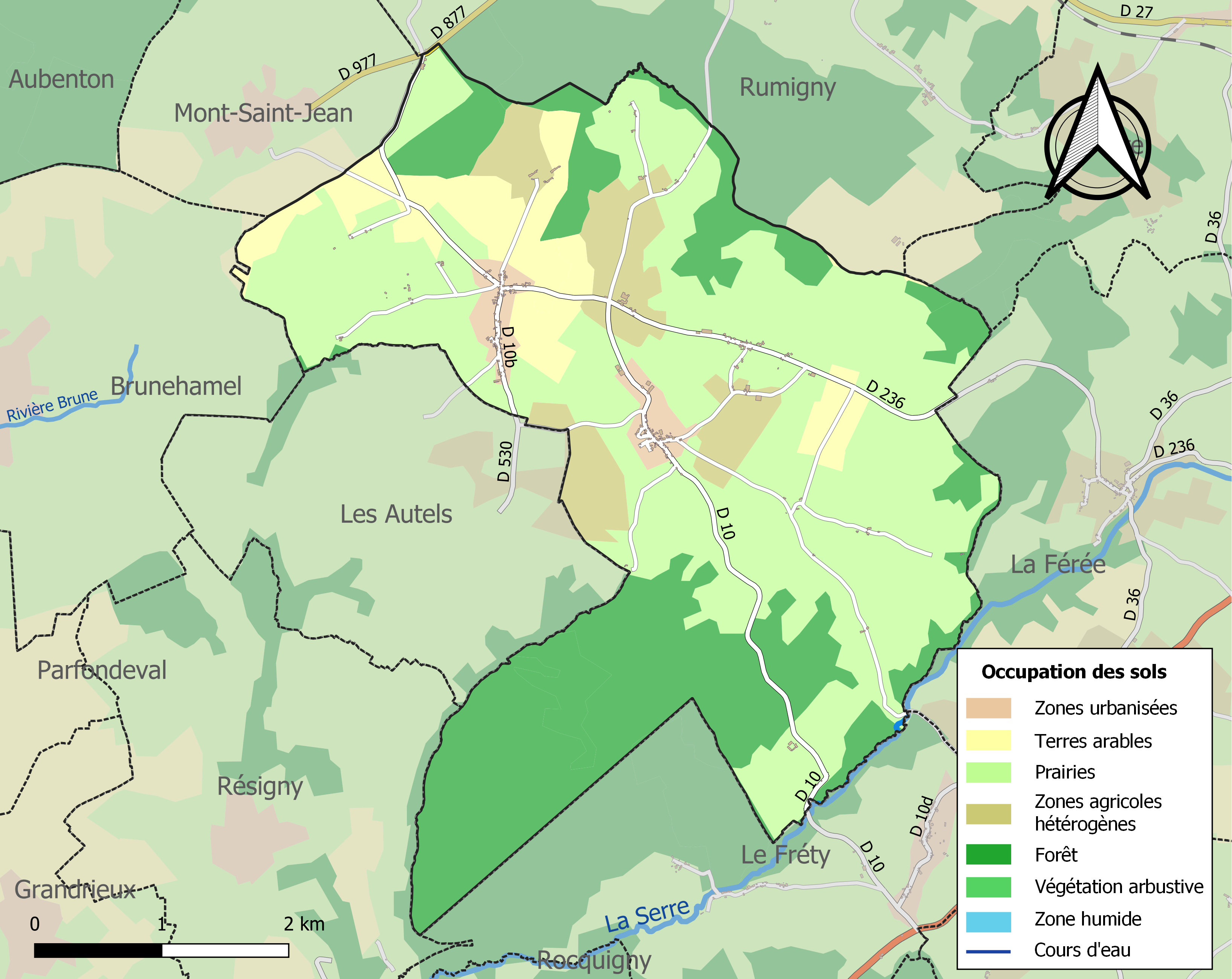
Carte des infrastructures et de l'occupation des sols de la commune en 2018 (CLC).

## Toponymie
Blanchefosse, Ancienne commune, fusionnée le 29 décembre 1973 avec Bay, pour former la commune de Blanchefosse-et-Bay.

De l'adjectif féminin de l'oïl blanche et fosse.
 
En toponymie, la forme  française « blanc, blanche » est très répandue mais de formation récente.
Bay est attesté sous les formes « Baii » en 1206 , Monsbaie entre 1100 et 1163, Bai en 1249.

Charles Bruneau a attribué le nom de l'ancien village au germanique *baki « ruisseau », en soulignant la densité de
son implantation dans la région,.

## Politique et administration
| Période                                  | Période                   | Identité                                     | Étiquette | Qualité     |
| ---------------------------------------- | ------------------------- | -------------------------------------------- | --------- | ----------- |
| mars 2001                                | mars 2008                 | Michel Delamarre                             |           |             |
| mars 2008                                | En cours (au 23 mai 2020) | Romuald Petit Réélu pour la mandat 2020-2026 | SE        | Agriculteur |
| Les données manquantes sont à compléter. |                           |                                              |           |             |

Blanchefosse-et-Bay a adhéré à la charte du Parc naturel régional des Ardennes, à sa création en décembre 2011.

## Démographie
L'évolution du nombre d'habitants est connue à travers les recensements de la population effectués dans la commune depuis 1793. Pour les communes de moins de 10 000 habitants, une enquête de recensement portant sur toute la population est réalisée tous les cinq ans, les populations de référence des années intermédiaires étant quant à elles estimées par interpolation ou extrapolation. Pour la commune, le premier recensement exhaustif entrant dans le cadre du nouveau dispositif a été réalisé en 2008.

En 2022, la commune comptait 136 habitants, en évolution de −12,82 % par rapport à 2016 (Ardennes : −2,97 %, France hors Mayotte : +2,11 %).
| 1793 | 1800 | 1806 | 1821 | 1831 | 1836 | 1841 | 1846 | 1851 |
| ---- | ---- | ---- | ---- | ---- | ---- | ---- | ---- | ---- |
| 431  | 468  | 499  | 585  | 720  | 746  | 790  | 804  | 787  |

| 1866 | 1872 | 1876 | 1881 | 1886 | 1891 | 1896 | 1901 | 1906 |
| ---- | ---- | ---- | ---- | ---- | ---- | ---- | ---- | ---- |
| 729  | 655  | 623  | 570  | 572  | 552  | 449  | 430  | 386  |

| 1911 | 1921 | 1926 | 1931 | 1936 | 1946 | 1954 | 1962 | 1968 |
| ---- | ---- | ---- | ---- | ---- | ---- | ---- | ---- | ---- |
| 347  | 313  | 367  | 317  | 314  | 288  | 262  | 220  | 210  |

| 1975 | 1982 | 1990 | 1999 | 2006 | 2008 | 2013 | 2018 | 2022 |
| ---- | ---- | ---- | ---- | ---- | ---- | ---- | ---- | ---- |
| 261  | 210  | 184  | 152  | 153  | 154  | 159  | 147  | 136  |

## Héraldique
| Armes de Blanchefosse-et-Bay | Les armes de Blanchefosse-et-Bay se blasonnent ainsi : D'azur à la fleur de lys d’or accompagnée en chef de trois étoiles du même, mal ordonnées, et en pointe d'un croissant d'argent. |

## Lieux et monuments
- Abbatiale de Blanchefosse, de l'abbaye de Bonnefontaine, inscrite au titre des monuments historiques en 1926[26].
- Église Saint-Jean-Baptiste de Blanchefosse.
- Église Saint-Thomas de Bay.
- Monument aux morts du village de Blanchefosse.

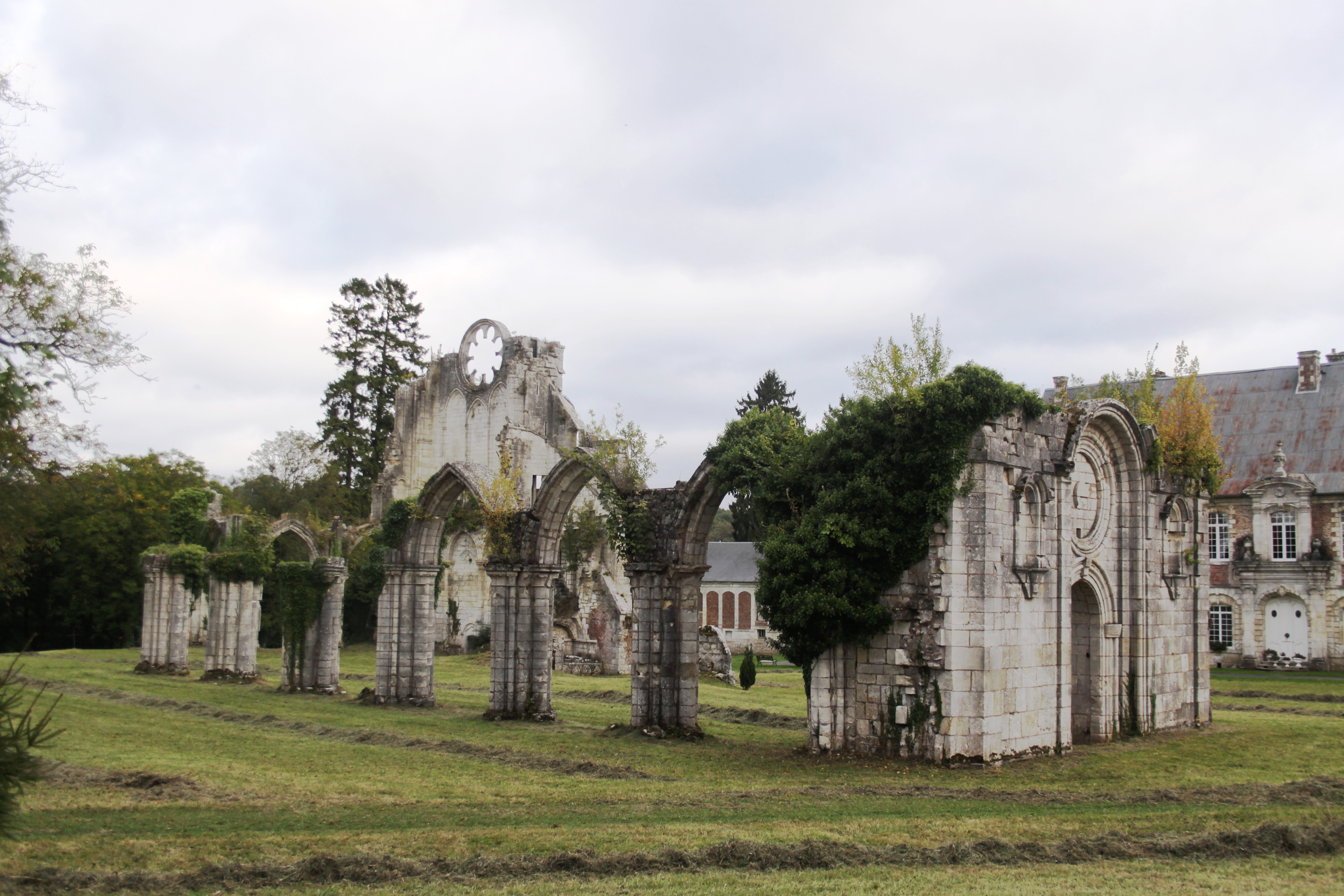
L'abbatiale de Blanchefosse.
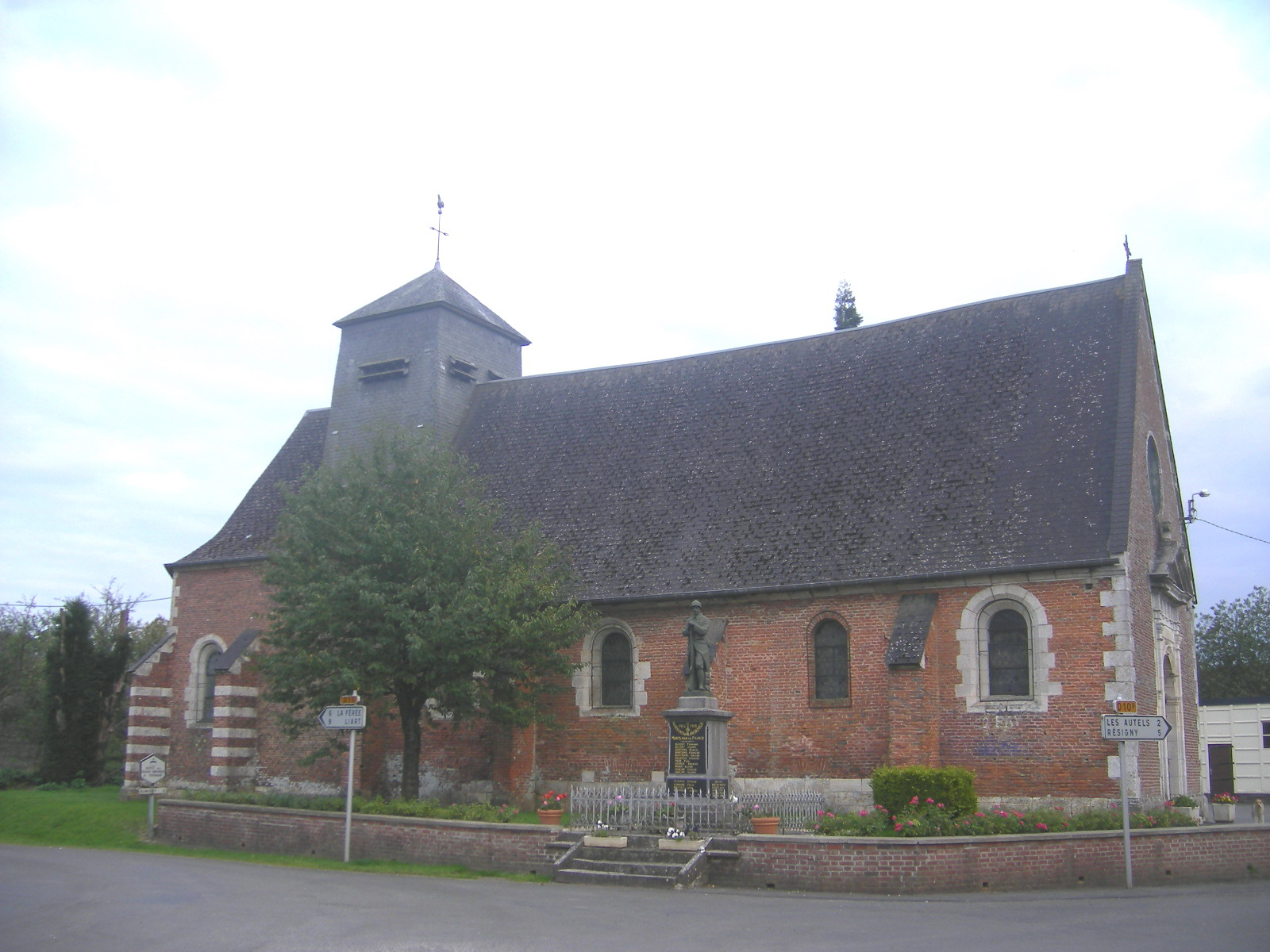
Église Saint-Jean-Baptiste de Blanchefosse.
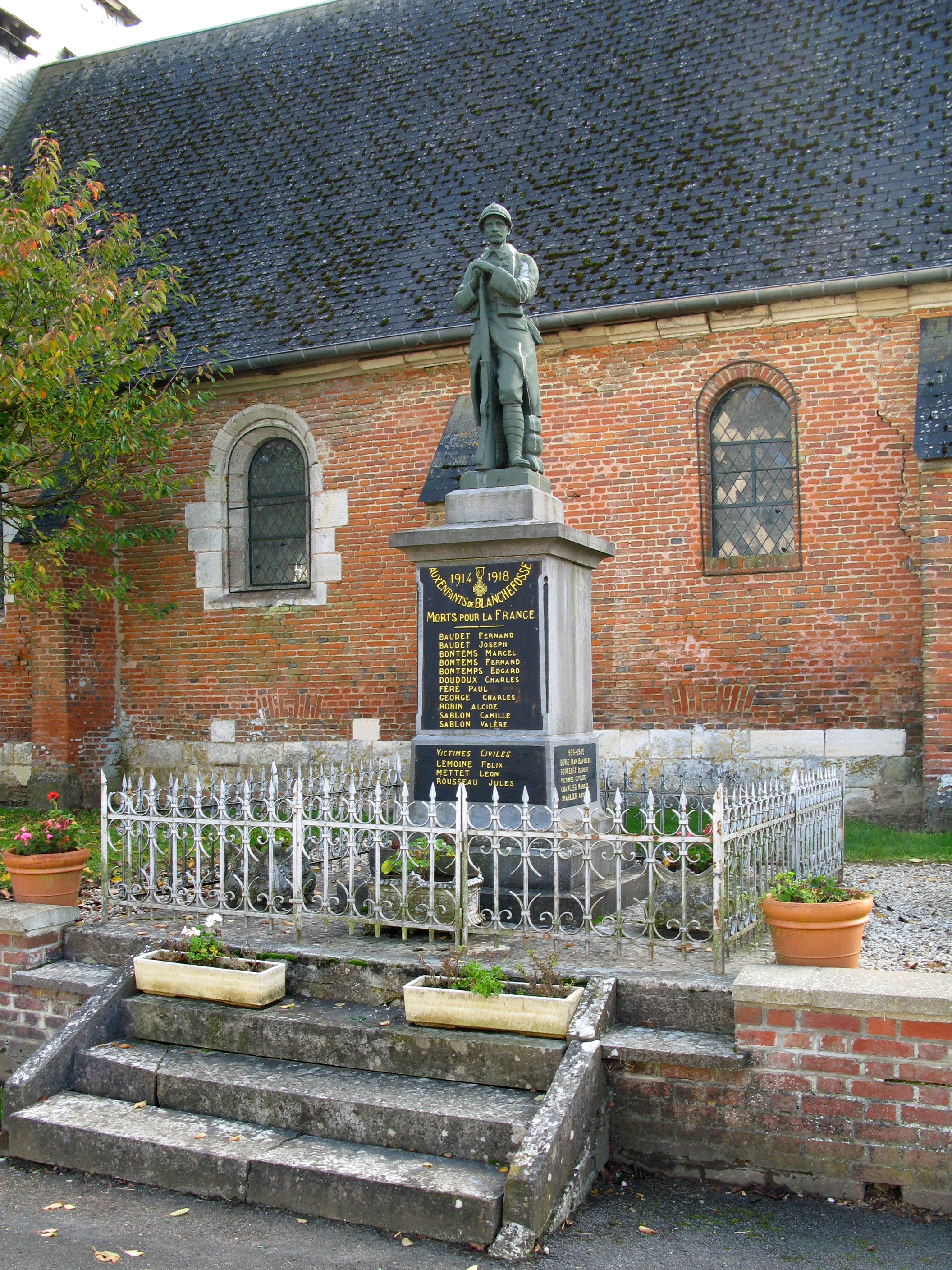
Le monument aux morts de Blanchefosse.

## Personnalités liées à la commune
- Jules Lemoine, professeur agrégé de sciences physiques, est né le 30 janvier 1864 à Blanchefosse.
- Morice Sablon, docteur en médecine, est né le 21 juillet 1911 à Blanchefosse. Chevalier de la Légion d'honneur par décret du 31 juillet 1953 pour son action dans la Résistance dans la zone A5 Groupement C de l'Aisne en Thiérache. Il a exercé à Étréaupont et à Angres. Il est décédé à Souchez (Pas-de-Calais) le 30 mars 1966. Il avait été adopté par la Nation le 27 février 1920, son père Camille Sablon étant mort pour la France à Vaux devant Verdun le 6 juin 1916[réf. nécessaire].